# Saint-Michel-Loubéjou
Saint-Michel-Loubéjou è un comune francese di 393 abitanti situato nel dipartimento del Lot nella regione dell'Occitania.

## Società

### Evoluzione demografica
Abitanti censiti